# 博尔索-德尔格拉帕
博尔索-德尔格拉帕（義大利語：Borso del Grappa），是意大利威尼托大区特雷维索省的一个市镇。总面积33平方公里，人口5815人，人口密度176.2人/平方公里（2009年）。国家统计（ISTAT）代码为026004。